# Anello oculare

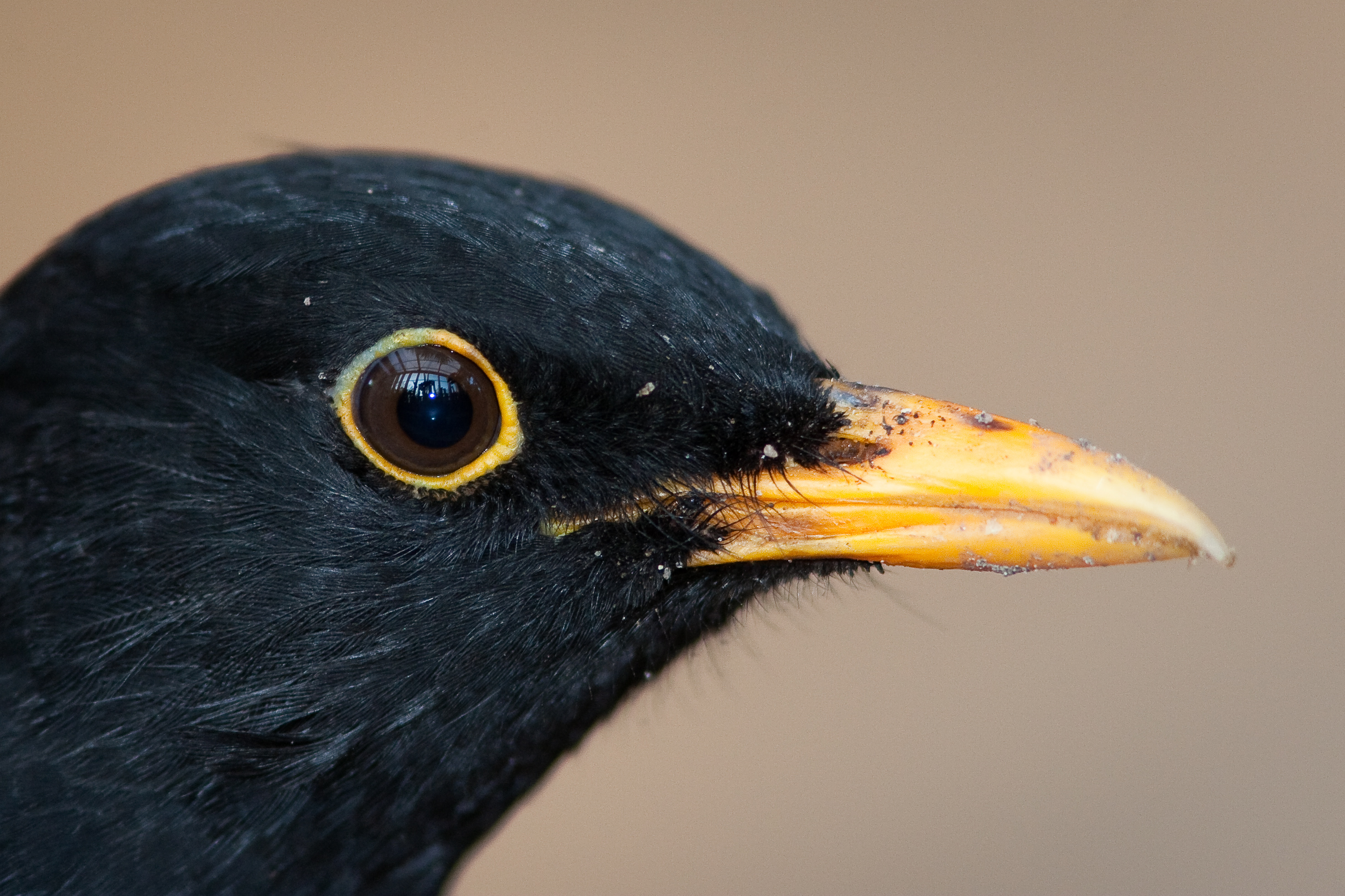
Anello oculare giallo di un merlo.

L'anello oculare, chiamato anche cerchio perioculare, anello perioculare o anello orbitale, è una zona colorata di pelle nuda, o formata da piume minuscole, che circonda l'occhio di alcuni uccelli, dalla forma approssimata di corona circolare. Gli anelli oculari privi di piume sono di natura caruncolare. Le dimensioni e il colore degli anelli perioculari variano molto a seconda della specie. In alcuni uccelli l'anello oculare è particolarmente suggestivo, con colori vivaci che contrastano con il piumaggio circostante; mentre in altri il suo colore corrisponde al piumaggio della testa o dell'iride dell'occhio che circonda.
Il colore degli anelli oculari può essere utile per l'identificazione degli uccelli. Serve a differenziare alcune specie simili, e di discernere tra i generi e le età, dal momento che in alcune specie l'anello oculare può avere distinte tonalità a seconda che l'individuo sia maschio o femmina, o sia adulto o immaturo. Il colore dell'anello oculare può variare a seconda del periodo dell'anno e di solito è più intenso durante la stagione riproduttiva.

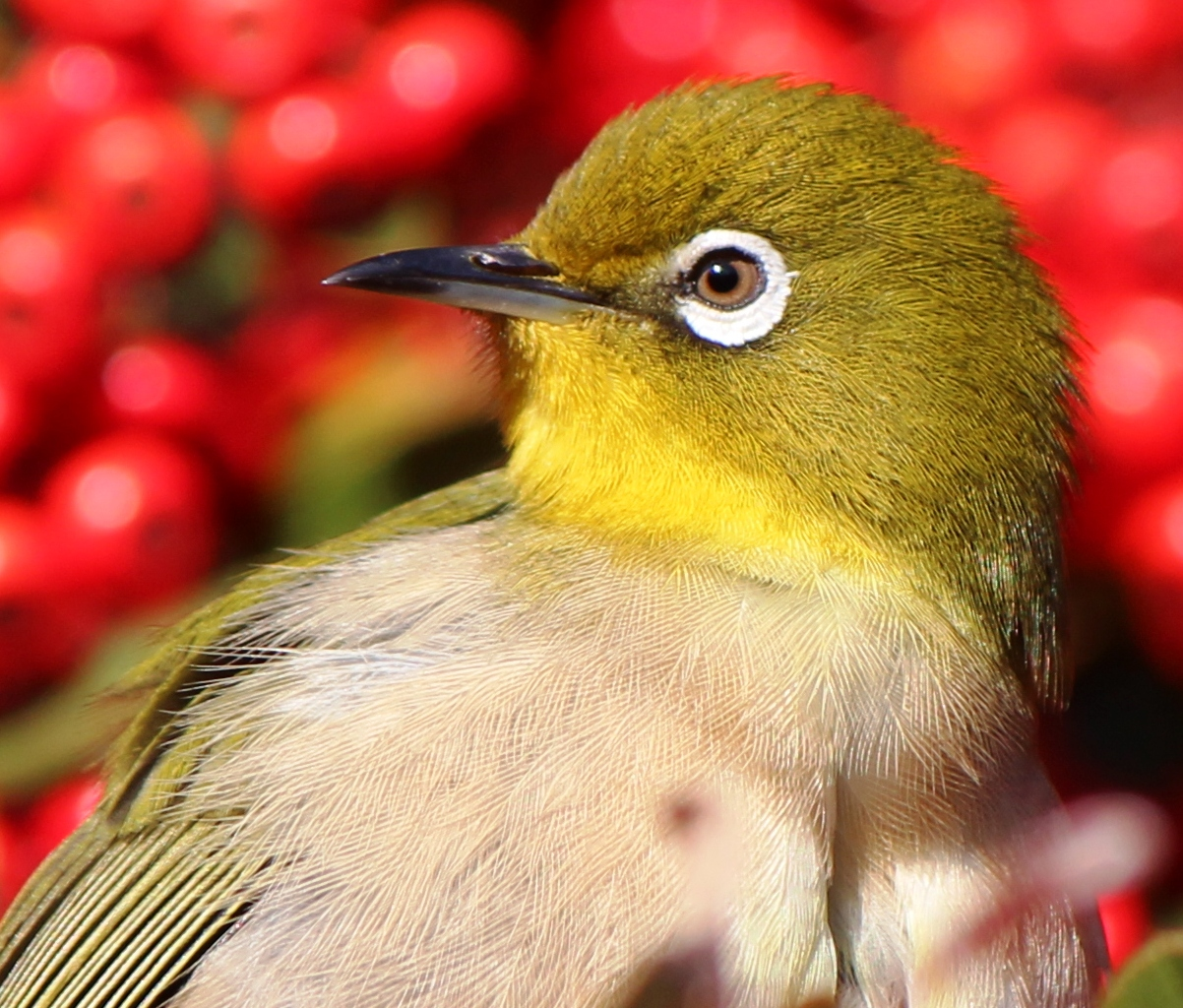
Gli occhialini devono il loro nome ai grandi anelli oculari bianchi.
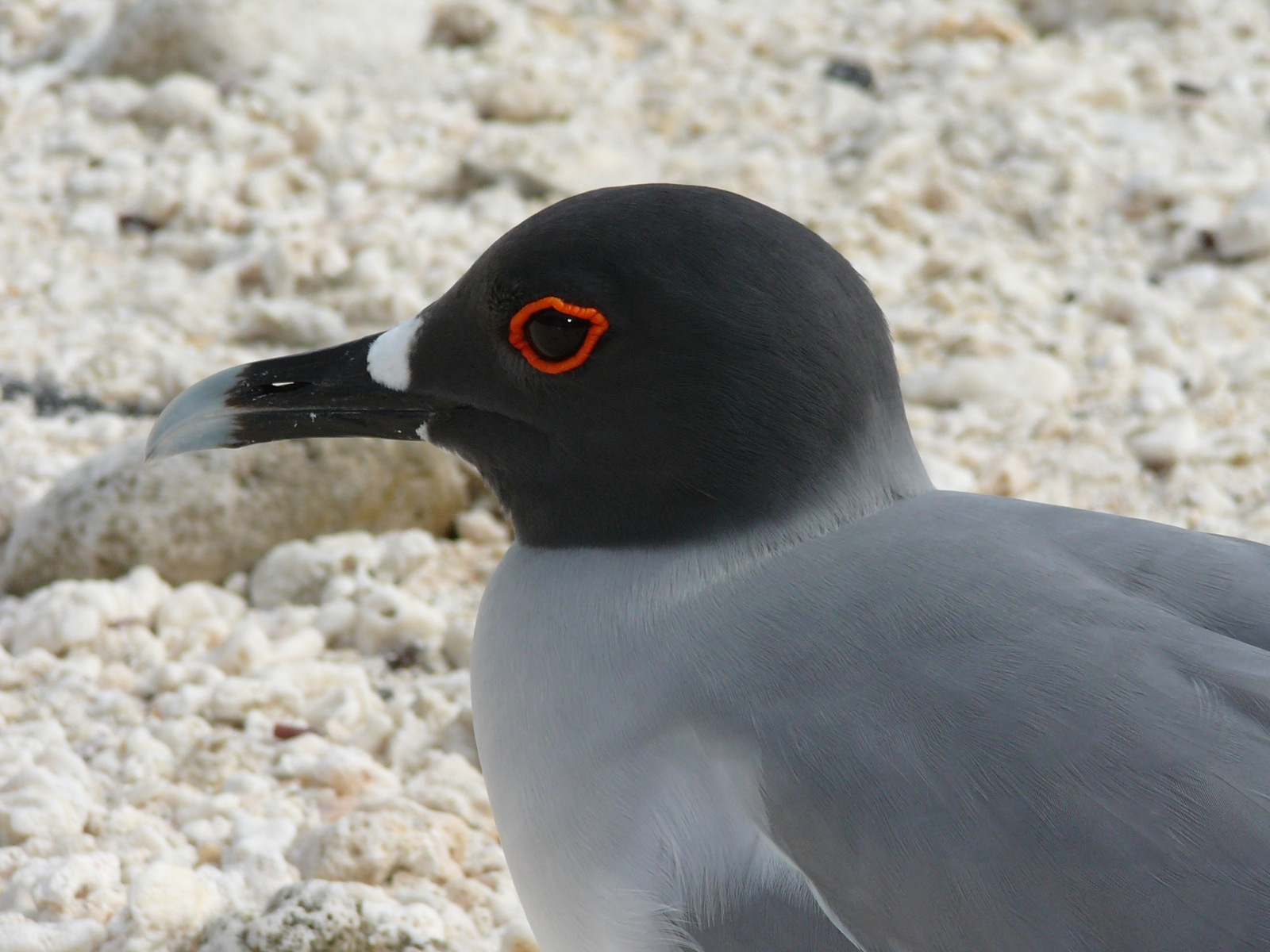
Il gabbiano delle Galápagos ha un anello oculare arancio che risalta sulla testa grigia.
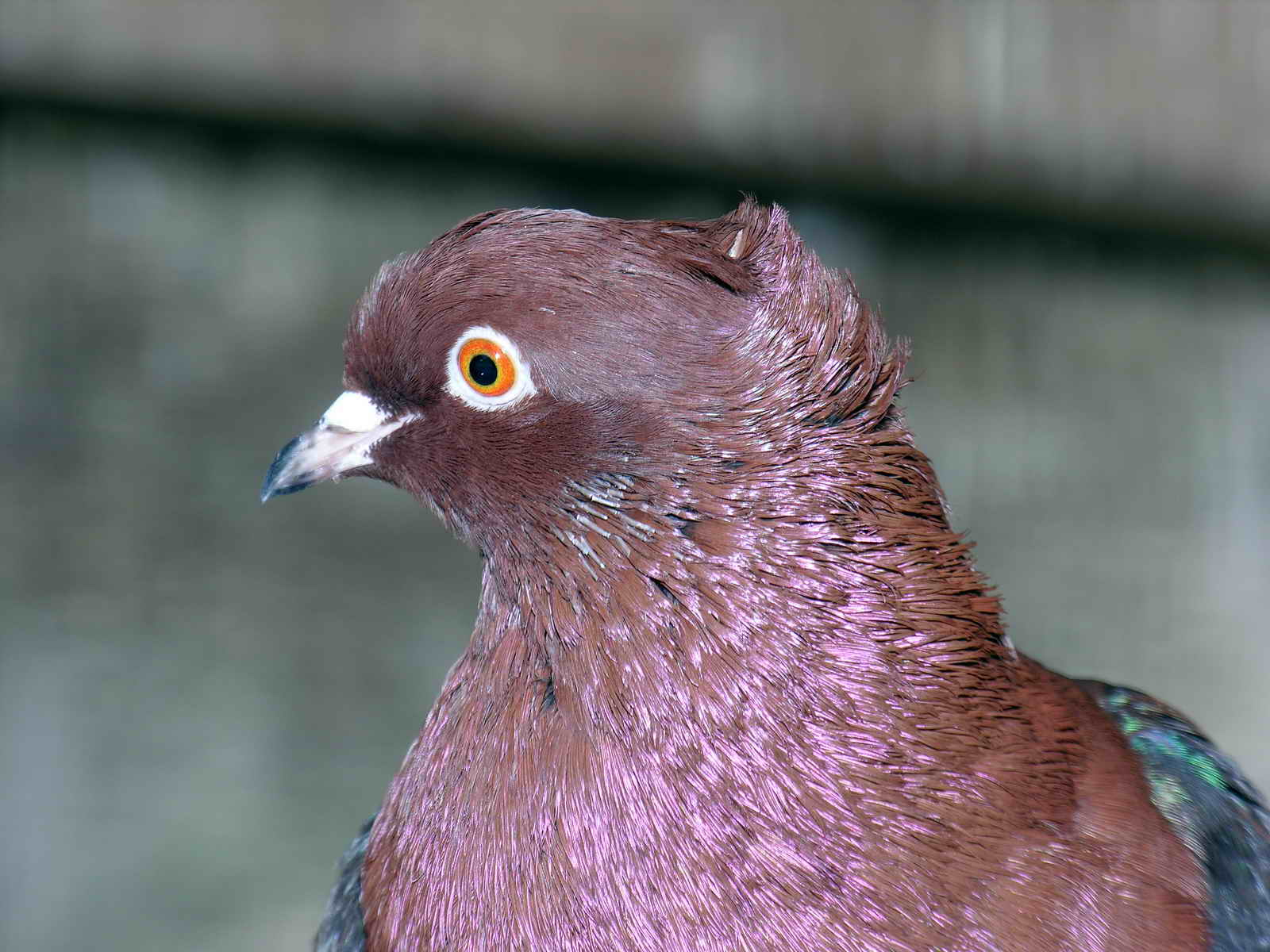
Molti colombi presentano anelli oculari contrastanti.
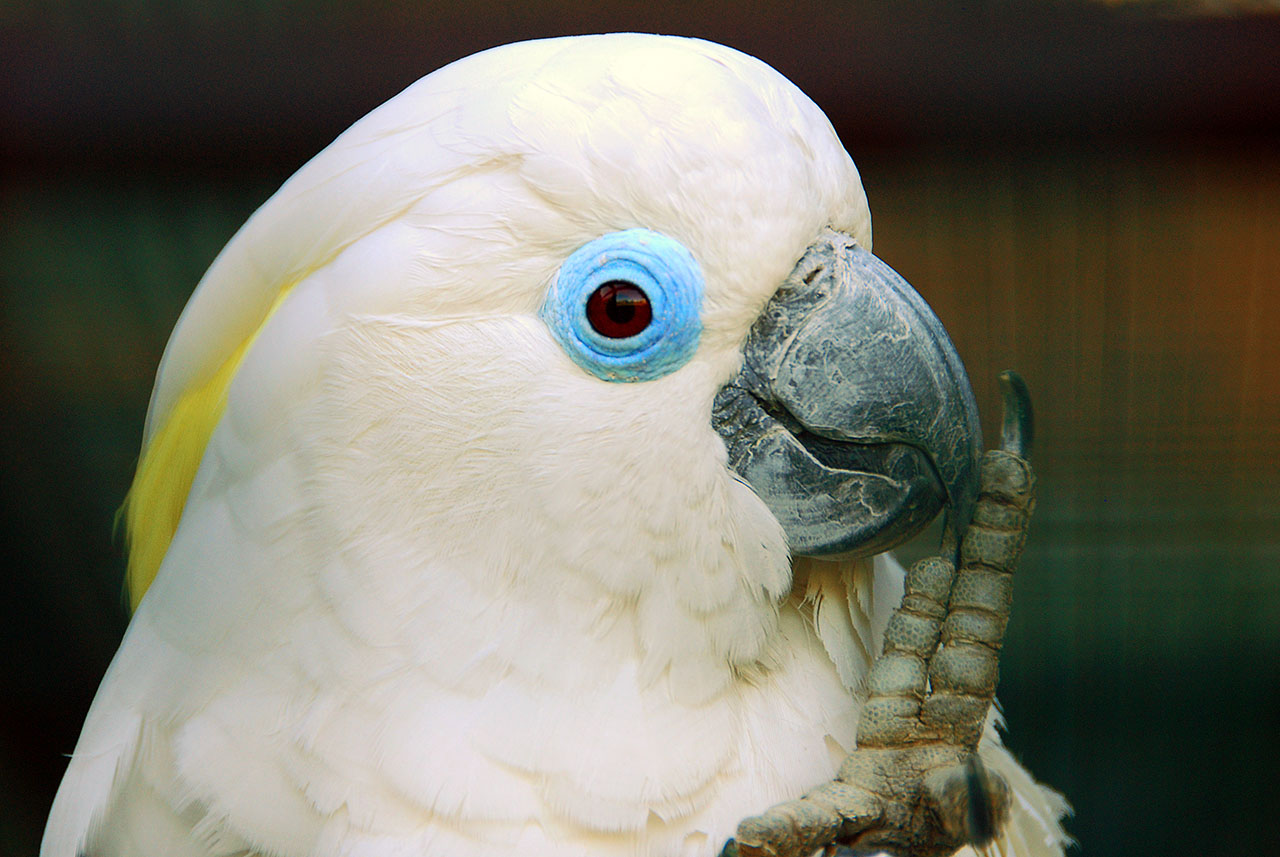
I cacatua hanno anelli oculari sia dello stesso colore del piumaggio circostante che di un altro.
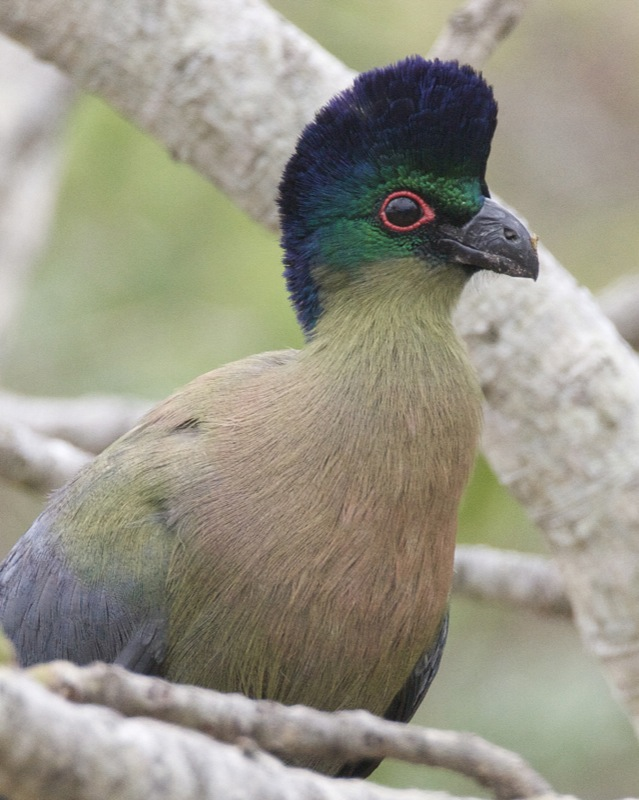
Turaco crestaviola con anello oculare rosso che contrasta con la faccia verde.